# عيلة ثمن نجوم (مسلسل)
عيلة ثمن نجوم مسلسل سوري كوميدي من إنتاج عام 1998 من إخراج هشام شربتجي. وبطولة عدد من نجوم الدراما السورية.
يعتبر المسلسل بمواسمه الأربعة أول مسلسل عربي من طراز (كوميديا الموقف SITuation COMedy) أو ما يعرف اختصارًا بـ (السيت كوم SitCom)، حيث تم تمثيله فقط بالتصوير الداخلي على طريقة (الديكور الواحد) ولم تخرج لقطات الكاميرا من ساحات المنزل وغرفه وممراته الخارجية طوال الأجزاء الأربعة.[بحاجة لمصدر]

## القصة
يحكي المسلسل قصة امرأة لديها ثلاثة بنات وتستغل أزواج بناتها لتحقيق مصالحها، يبدأ المسلسل بتقدم شاب اسمه نبيل وهو من الطبقة الغنية للزواج من أبنت عفراء ولكن بعد الزواج يغضب والد نبيل فيقوم باغلاق مطعم عفراء وطرد صهرها من العمل.

## البطولة
- سامية الجزائري :عفراء المرأة البخيلة والطماعة والاستغلالية لصهرها عجاج والاستبدادية مع زوجها ريبال
- حسام تحسين بك:ريبال زوج عفراء وهو رجل بدون شخصية وهو يحب زوجته التي تستغله وهو سبب كثير من مصائب زوجته
- أيمن رضا:عجاج صهر عفراء وزوج هيفاء رجل بسيط لديه مشكلة في إيجاد عمل خاص به
- شكران مرتجى:ميسون الابنة الصغرى لعفراء بسبب زواجها من نبيل يتأخر تخرجها من كلية الطب
- مصطفى دياب:نبيل زوج ميسون مهندس وهو ملتزم أخلاقياً لا يقبل الرشوة وملتزم بالقانون وهو متحرر من الأفكار التعصبية
- جيانا عيد:هيفاء زوجة عجاج فتاة طيبة يحاول دائما أبو شهاب تطليقها من عجاج ليتزوجها
- جمال علي:نديم زوج نزيهة رئيس قلم في دائرة الإحصاء هو منصب غير مهم يحلم دائما بانه سيُصبِح مديرا
- نيبال الجزائري:نزيهة زوجة نديم وهي موجهة تربوية في مدرسة الهناده
- جرجس جبارة :أبو غصن رجل الأمن الذي عنده القانون فوق كل شيء وهو يحب عفراء ويتمنى موت ريبال لكي يتزوج عفراء وتحصل بينه وبين ريبال مواقف مضحكة
- جوزيف ناشف: أبو شهاب صاحب الدكان وسمسار ومخبر وله معارف في الدولة وهو رجل نصاب ومحتال
- توفيق : وهو عنصر أمن يرافق أبو غصن دائما